# Yeon-ae, geu cham-eul su eobnneun gabyeo-um
Yeon-ae, geu cham-eul su eobnneun gabyeo-um (연애, 그 참을 수 없는 가벼움?, 戀愛, 그 참을 수 없는 가벼움?, Yŏnae, kŭ ch‘amŭl su ŏmnŭn kapyŏumMR), noto anche con i titoli internazionali Between Love and Hate e The Unbearable Lightness of Dating, è un film del 2006 scritto e diretto da Kim Hae-gon.

## Trama
Il giovane Young-woon lavora nel ristorante della madre, e non intende stabilirsi seriamente insieme alla fidanzata; nel frattempo l'uomo conosce l'affascinante barista Yeon-ah, con cui ha un rapporto di amore e odio, pur rimanendone affascinato. La madre di Young-woon scopre tuttavia il "doppio gioco" del figlio e lo pone dinnanzi a un aut aut: dovrà scegliere una ragazza e chiarirsi con l'altra.